# Sylvicanthon furvus
Sylvicanthon furvus là một loài bọ cánh cứng trong họ Bọ hung (Scarabaeidae).